# Lancang (Simpang Mamplam)
Lancang is een bestuurslaag in het regentschap Bireuen van de provincie Atjeh, Indonesië. Lancang telt 323 inwoners (volkstelling 2010).